# Антоніо Страдіварі
Антоніо Страдіварі (італ. Antonio Giacomo Stradivari; 1644, Кремона — 18 грудня 1737, Кремона) — італійський майстер струнних інструментів, які вирізняються особливою чистотою звучання й неабияк цінуються знавцями (зокрема, однією зі скрипок роботи Страдіварі володів Нікколо Паганіні).

## Життєпис
Немає перевірених відомостей щодо походження Страдіварі; історія зберегла ім'я батька, Алессандро (італ. Alessandro Stradivari), а також приблизну дату народження — між 1644 та 1649 роками. Відомо також, що народився Страдіварі в Кремоні. Без сумніву, його матір'ю не може бути, як традиційно вважалось, Анна Мороні (італ. Anna Moroni), тому що вона була одружена з іншим Алессандро Страдіварі, який помер в 1630 році, набагато раніше народження Антоніо.
Одна зі скрипок містить підпис "Antonius Stradivarius Cremonensis Alumnus Nicolaij Amati, Faciebat Anno 1666 " (Антоніо Страдіварі з Кремони, учень Нікола Аматі, зроблено року 1666). Це єдине свідчення того, що Страдіварі був учнем у знаменитого кремонця Ніколо Аматі. Сама скрипка та належність клейма Антоніо Страдіварі були предметом дискусій. На користь автентичності висловлювались Альфред та Артур Гілл в праці «Antonio Stradivari: His Life and Work» (Антоніо Страдіварі: Життя та праця), текст 1902 року, що бере до уваги ще авторитетніші свідчення Сімоне Фернандо Сакконі (італ. Simone Fernando Sacconi) та Чарльза Беара
(англ. Charles Beare). З усім тим, Беар, беручи до уваги той факт, що всі скрипки від наступного року вже містять підпис, яким Страдіварі підписувався решту свого життя: Antonius Stradivarius Cremonensis Faciebat Anno [data] (Антоніо Страдіварі з Кремони, зроблено року [дата]), без згадки Аматі, задається питанням: чи не можна припустити, що скрипка помилково приписується Страдіварі, і насправді на ній має стояти ім'я Аматі?
З церковних книг парафії Св. Агати знаємо, що Страдіварі поселився в цьому кварталі Кремони в 1667 році. Того ж року він одружився зі своєю першою дружиною Франческою Феррабоскі (італ. Francesca Ferraboschi). У цьому будинку народилися його діти — Джулія, Марія, Катерина, Франческо, Алессандро, Омобоно. З них Франческо та Омобоно пізніше теж стали скрипковими майстрами.
В інструментах, зробленими Страдіварі у цей період, поза всякими сумнівами відчувається вплив Ніколо Аматі. Неймовірно, але з цього періоду залишилося тільки близько двох десятків інструментів, таким чином можна припустити, що частину своїх робіт він зробив у підпорядкуванні інших скрипкових майстрів, наприклад, Аматі чи Франческо Руджері (італ. Francesco Ruggieri). Інструменти, зроблені під його ім'ям, пристойної якості, але не геніальні.
1680 року Страдіварі купив будинок із майстернею на П'яцца Сан Доменіко (італ. piazza San Domenico) (сьогодні це п'яцца Рома (італ. piazza Roma)), в якій працював до самої смерті.
Дружина Страдіварі, Франческа, померла 20 травня 1698 року. Антоніо одружився вдруге 24 серпня 1699 року з Антонією Замбеллі Костою (італ. Antonia Zambelli Costa), яка народила п'ятьох дітей — Франческа Марія, Джованні Баттіста Джузепе, Джованні Баттіста Мартіно, Джузеппе Антоніо та Паоло.
В 1684 році помер Ніколо Аматі — найзнаменитіший та найхаризматичніший виробник скрипок у місті. Його син, Джіроламо (II), хоча й зробив значний внесок у виробництво батькових скрипок останні 20 років, проте не зміг підтримати надзвичайно високу якість майстерні, і таким чином, з цього моменту найважливіші замовлення переходять до Страдіварі, попри розвиток в ці роки майстерні Андреа Гварнері й надалі його сина Джузеппе (що був, своєю чергою, батьком Бартоломео Джузеппе Антоніо Гварнері на прізвисько «дель Джезу»). Після 1690 року Страдіварі починає демонструвати свою самобутність, урізноманітнюючи свою продукцію порівняно з Аматі: покращує вигини, уніфікує товщину та нахил деревини та робить колір лаку насиченішим. Він, як мало хто, вмів вибрати деревину для використання у своїх інструментах. За свідченням Сімоне Фернандо Сакконі (одного з найвідоміших скрипкових майстрів та реставраторів XX століття) для приготування деревини використовував суміш силікату, поташу та кальцію.
Вважається, що свої найкращі інструменти Страдіварі зробив між 1698 та 1730 роками, досягнувши піка виробництва у п'ятиліття між 1725 і 1730 роками.
Після 1730 року багато інструментів мають підпис sub disciplina Stradivarii, таким чином, імовірно, були виготовлені синами під наглядом батька.
Крім скрипок, Страдіварі створював арфи, гітари, альти, віолончелі, лютні, теорби, віоли да гамба різних розмірів, мандоли та мандоліни, пошети різної форми — загалом понад 1100 музичних інструментів. Приблизно 500–600 інструментів збереглися дотепер.
Антоніо Страдіварі продовжував працювати до останніх днів життя. І водночас пристрасно домагався визнання свого шляхетства. 1729 року за власні кошти викупив склеп в церкві Сан-Доменіко і наказав знищити надгробки кремонських шляхтичів, які в ньому знаходилися. На їхньому місці й створили усипальницю «благородного Антоніуса Страдиваріуса».
Помер Страдіварі 18 грудня 1737 року в Кремоні. Кількість громадян, які йшли за його труною, була такою великою, що згадка про це потрапила до місцевих хронік.
У 1868 році комуна продала церкву приватній особі за 42 000 лір. Новий власник зруйнував її, щоб звільнити місце для сучасніших будівель. Разом із церквою були знищені могили, що були в ній. На місці, яке вона займала, сьогодні знаходиться парк. Могильна плита — це все, що залишилося на згадку про земне буття Антоніо Страдіварі.

## Припущення та інструменти
Багато дослідників висували теорії про переваги інструментів Страдіварі, але спроби визначити тільки одну компоненту, яка відповідає за якість звуку, показали поки що повну неспроможність. На думку одних дослідників, «секрет» є в щільності деревини, на думку інших — в хімічній обробці деревини, інші пишуть про «секретну формулу» лаку.
Група лондонських дослідників, проаналізувавши фрагменти віолончелі, проданої майстром 1711 року, дійшли висновку, що секрет лаку полягає у використанні вулканічного попелу в районі Кремони.
За даними одного дослідника з Техасу, лаки, що використовував Страдіварі, були збагачені субмікроскопічними кристалічними мінералами, яких дослідник нарахував 22, але їх, напевно, має бути більше. Згідно з відомими на цей час даними, Страдіварі для зміцнення структури деревини використовував склоподібний препарат — суміш поташу, верби та вугілля. Після тривалої витримки в цій суміші деревина ставала майже кристалічною, що надавало деревині надзвичайної витривалості в часі. У цьому разі лак не міг бути нанесений безпосередньо, оскільки відбулась би хімічна реакція з попереднім шаром. Тому Страдіварі накладав другий шар: ізоляційний матеріал, що складається з білка, меду, цукру та аравійської камеді. Нарешті, накладався тонкий шар лаку, який не проникав углиб деревини скрипки.
Згідно з цими дослідженнями, оброблення деревини слугувало також захистом проти паразитів та плісняви; проте інше дослідження стверджує, що власне дія плісняви мала б надати особливу якість звучання деревини, тим паче, що провели порівняння сліпим методом скрипки Страдіварі та сучасної скрипки, зробленої з деревини, обробленої пліснявою, і цей сучасний інструмент переміг.
Для своїх інструментів Страдіварі використовував балканський клен для виготовлення нижньої деки, обичайок та грифу; ялину європейську для верхньої деки. Легенда розповідає, що він наказував перекочувати стовбури дерев та слухав звук, щоб вибрати найкращі. Але на надзвичайну здатність майстра «чути» дерево вплинув зовнішній фактор: зледеніння, період сильного похолодання та суворого клімату, що охопив континентальну Європу між XVII першою половиною XVIII століття. Тут мав місце фактор «удачі». Згідно з однією з теорій, особливі кліматичні умови, спричинені зледенінням, спровокували зменшення активності фотосинтезу рослин, пригнічуючи ріст і збільшуючи щільність та пружність деревини. Завдяки цим властивостям Страдіварі мав можливість використовувати деревину без дефектів. Однак ця теорія є непереконливою, оскільки решта сучасників Страдіварі так само мали б скористатися з цього кліматичного явища.

## Віолончелі роботи Страдіварі
- Віолончель Дюпора
- Віолончель Давидова
- Віолончель Серве

## У мистецтві

### В літературі
Артур Конан Дойл в циклі творів про Шерлока Холмса дав своєму герою саме скрипку Антоніо Страдіварі.

### У кіно
Життю Антоніо Страдіварі присвячено фільм «Страдіварі» (1988). Режисер — Джакомо Баттіато (італ. Giacomo Battiato), автори сценарію — Ернесто Гастальді (італ. Ernesto Gastaldi) та Вітторіо Салерно (італ. Vittorio Salerno). Роль Страдіварі зіграв Ентоні Квінн.
У детективному фільмі «Візит до Мінотавра» (1987) одна з сюжетних ліній — життя Антоніо Страдіварі. Головну роль у фільмі зіграв Сергій Шакуров.